# 서울 봉은사 선불당
봉은사 선불당(奉恩寺 選佛堂)은 대웅전 동쪽의 한단 아래에 위치한 대중들이 참선하는 선방으로서, 1941년에 중건된 건물이다. 1985년 12월 5일 서울특별시의 유형문화재 제64호로 지정되었다.

## 개요
봉은사는 조선 중기 이후에 스님이 되기 위해 치러야 했던 시험인 승과를 실시하던 곳이어서 선불당이라는 이름이 붙게 되었다. 심검당이 있던 자리에 중건된 이 선불당은 다른 절에서는 그 모습을 찾아볼 수 없는 매우 독특한 구조를 가진 건물로서 주목받고 있다.
봉은사는 고려시대 견성사라 불리었으며 그 이전 연혁은 알 수 없다. 조선 연산군 4년에 정현왕후가 성종의 능인 선릉의 원찰로 견성사를 중창하면서 전각을 크게 조성하고 이름을 봉은사라고 고쳤다. 이후 봉은사가 명실상부하게 조선 최대의 명찰이 된 것은 명종 6년에 선종과 교종의 승과제도가 부활되면서 봉은사가 선종의 수사찰로 지정되고, 허응당 보우 대사가 판사가 되어 선종의 승과를 보게 하면서부터이다. 청허 휴정 대사와 사명 유정대사도 이 절에서 시행하던 승과에서 대선에 합격했다고 한다. 이어 명종 17년에 보우 대사가 지금의 위치인 수도산으로 절을 옮겨 세우면서 사찰의 규모가 매우 커졌고, 아울러 한국 불교 중흥의 총본산 역할을 하게 되었다.
그러나 이 절은 임진왜란과 병자호란 등의 전란으로 인하여 많은 당우가 불에 타는 어려움을 겪은 후, 인조 15년에 선화 등이 중건하였고, 순조 24년에도 경성 등이 또 한번 크게 중수하였다. 근래에 이르러 1939년 4월에 화재가 일어나 대웅전·동서승당·진여문·만세루·창고 등이 소실된 것을 다시 1941년에 중건하였다.

## 같이 보기
- 봉은사

## 참고 자료
- 봉은사선불당 - 국가유산청 국가유산포털

 본 문서에는 서울특별시에서 지식공유 프로젝트를 통해 퍼블릭 도메인으로 공개한 저작물을 기초로 작성된 내용이 포함되어 있습니다.